# Мілі Авітал
Милі Авітал (англ. Mili Avital; нар. 30 березня 1972, Єрусалим) — ізраїльська актриса, лауреат премії Офір (1992).

## Кар'єра
Досягла популярності у 18 років після зйомок у фільмі «Через океан», за який отримала премію Офір. Продовжити вчитися акторській майстерності в Нью-Йоркуу, в 1994 році отримала головну жіночу роль у науково-фантастичному кінофільмі Роланда Еммеріха «Зоряні ворота».
У другій половині дев'яностих зіграла в ряді американських фільмів: «Мрець» з Джонні Деппом і «Поцілунок понарошку» з Девідом Швіммером; в ізраїльському серіалі «Військовополонений», за яким пізніше була знята американська версія «Чужий серед своїх» (персонажа Авітал зіграла Клер Дейнс. На американському телебаченні грала ролі другого плану в серіалах « Сутичка» у 2009-2010 роках і «Парк авеню, 666» у 2012 році.

## Фільмографія
- 2010 — Закон і порядок: Злочинні наміри — Ленор Абріґейль
- 2003 — Заплямована репутація — Ірис
- 1999—2015 — Закон і порядок: Спеціальний корпус — Лорі Колфакс / Марта Стівенс
- 1995 — Мрець — Тел Расселл